# Pseudovermis salamandrops
Pseudovermis salamandrops is een slakkensoort uit de familie van de Pseudovermidae. De wetenschappelijke naam van de soort is voor het eerst geldig gepubliceerd in 1953 door Ev. Marcus.